# 27714 Dochu
27714 Dochu è un asteroide della fascia principale. Scoperto nel 1989, presenta un'orbita caratterizzata da un semiasse maggiore pari a 2,2587420 UA e da un'eccentricità di 0,0926076, inclinata di 4,65600° rispetto all'eclittica.